# Guilherme Cobbo
Guilherme Henrique Cobbo (né le 1er octobre 1987 à Uraí) est un athlète brésilien, spécialiste du saut en hauteur.

## Biographie
En juin 2012, il franchit la barre de 2,28 m ce qui le qualifie pour les Jeux olympiques à Londres.

## Palmarès
| Date | Compétition                    | Lieu                 | Résultat | Marque |
| ---- | ------------------------------ | -------------------- | -------- | ------ |
| 2010 | Championnats ibéro-américains  | San Fernando         | 4e       | 2,15 m |
| 2011 | Championnats d'Amérique du Sud | Buenos Aires         | 2e       | 2,20 m |
| 2012 | Championnats ibéro-américains  | Barquisimeto         | 2e       | 2,25 m |
| 2012 | Jeux olympiques                | Londres              | qual.    | 2,21 m |
| 2013 | Championnats d'Amérique du Sud | Carthagène des Indes | 2e       | 2,19 m |
| 2014 | Championnats ibéro-américains  | São Paulo            | 3e       | 2,24 m |
| 2016 | Championnats ibéro-américains  | Rio de Janeiro       | 2e       | 2,23 m |

## Records
| Épreuve         | Épreuve   | Performance | Lieu               | Date            |
| --------------- | --------- | ----------- | ------------------ | --------------- |
| Saut en hauteur | Plein air | 2,28 m      | São Paulo          | 2 juin 2012     |
| Saut en hauteur | Salle     | 2,20 m      | São Caetano do Sul | 16 février 2014 |